# Charles Pisot
Charles Pisot (1910-1984) est un mathématicien français, principalement porté sur la théorie des nombres (les nombres de Pisot-Vijayaraghavan).

## Biographie sommaire
Charles Pisot, professeur à Bordeaux puis à Paris, a fait toutes ses études secondaires à Obernai. Reçu à l'École normale supérieure en 1929. Il est major de l'agrégation de mathématiques en 1932 puis, « caïman » ou agrégé-préparateur. Il soutient sa thèse le 23 mars 1938. Maître de conférences à Bordeaux en 1946. Professeur en 1948. Il quitte Bordeaux en 1955 pour la Faculté des sciences de Paris. Son action est alors centrée sur le séminaire DPP, Delange-Pisot-Poitou, où sont formés la plupart des théoriciens des nombres français des années 1960. La variété de ses recherches et son ouverture d'esprit le poussent vers des domaines scientifiques très divers, en particulier vers la biologie et la physique.
Ami de Roger Piedvache, avec qui il entretint une longue correspondance, continuateur des travaux de Raphaël Salem, il reçoit plusieurs prix scientifiques, dont celui de la ville de Paris décerné par l'Académie des sciences en 1966. Après avoir été professeur à l'École polytechnique de 1974 à 1976, Pisot prend sa retraite en 1979.

## Travaux
On lui doit les « nombres de Pisot », entiers algébriques dont les autres conjugués sont intérieurs au disque-unité, appelés aussi nombres de Pisot-Vijayaraghavan, que Pisot lui-même appelle nombre de classes S (pour Salem).
Salem a montré en 1944 que l'ensemble des nombres de Pisot est fermé et contenu dans l'adhérence de l'ensemble des nombres de Salem, c'est-à-dire des entiers algébriques réels supérieurs à 1 dont tous les conjugués ont un module inférieur ou égal à 1 (avec égalité pour au moins l'un d'entre eux).
On doit aussi à Charles Pisot quelques théorèmes marquants dont « Tout corps de nombres réel est engendré par un nombre de Pisot ».
Ce théorème joue un rôle important dans la théorie des approximations simultanées de plusieurs nombres réels et donne divers critères quant à l'existence d'approximations régulières de nombres algébriques.
Enfin, il est l'auteur d'une conjecture sur les séries formelles représentant des fractions rationnelles sur Q, étendue depuis aux corps de nombres, partiellement résolue par Robert Rumely et Alfred van der Poorten, avant sa solution complète par Umberto Zannier (de) en 2000 et qui affirme que si les coefficients d'une telle série sont des puissances d-ièmes dans le corps considéré, alors on peut choisir des racines d-ièmes de ces coefficients, telles que la série associée représente encore une fraction rationnelle, ainsi que d'une conjecture analogue sur les quotients, démontrée par van der Poorten en 1988.

## Influence
Charles Pisot a dissuadé Maurice Matieu, jeune mathématicien qui souhaitait se tourner vers la peinture, d'arrêter toute pratique mathématique en lui indiquant « Votre place est ici, on ne sait pas d’où viennent les idées ».